# FCM Dunărea Galați
El Dunărea Galați fue un club de fútbol rumano de la ciudad de Galaţi, fundado en 1970. El equipo disputaba sus partidos como local en el Stadionul Dunărea.

## Historia
El club fue fundado en 1970 y ha disputado, desde entonces, cinco temporadas en la Liga I, la máximo competición del fútbol rumano. De hecho, durante un breve periodo de tiempo, el Dunărea fue el principal equipo de la ciudad de Galaţi, pero el auge del Oţelul Galaţi en los años 1980 coincidió con el declive del Dunărea, que alternó temporadas en Liga II y Liga III. En 2014 el club fue disuelto.

## Palmarés
Liga I:
- Campeón (0):, Mejor resultado: 14.º en 1979–80

Liga II:
- Campeón (4): 1973–74, 1975–76, 1978–79, 1982–83
- Subcampeón (3): 1977–78, 1984–85, 1991–92

Liga III:
- Campeón (2): 1989-90, 2003–04
- Subcampeón (3): 1987–88, 1988–89, 1990–91

## Jugadores destacados
- Mihai Barbu
- Cătălin Hăisan
- Mitică Ragea
- Romeo Buteseacă
- Doru Balmuş
- Doru Buciumeanu
- Marian Ghibea
- Ionuț Niculcea
- Ionuț Enache
- Alin Pânzaru
- Vespazian Colban
- Mihai Pătărlăgeanu
- Cătălin Chicoş
- Alexandru Pavel
- Valentin Stan
- Sorin Frunză
- Constantin Flutur
- Cristian Brăneț
- Cristian Stoicescu
- Cosmin Gheorghiță
- Ionuț Alecu
- Vladimir Radujkovic
- Costel Ionilă
- Emil Cristian
- Daniel Orac
- Daniel Zeld
- Sorin Balaban
- Ninel Comşa
- Daniel Dănăilă
- Ion Gheorghiță
- Daniel Irimia
- Florin Hodorogea
- Ştefan Gohoreanu
- Gheorghe Căpătan
- Nicuşor Ilie
- Marius Rotaru
- Gelu Zanfir
- Gigi Munteanu
- Marian Jireghie
- Mihai Alexa
- George Movilă
- Sorin Haraga
- Silviu Izvoranu
- Marius Matei
- Neny Bihombele
- Chamberlain Fankem
- Virgil Marșavela
- Jean Bogza
- Jozsef Lorincz
- Marian Șandru
- Sorin Drăgan
- Claudiu Stan
- Dumitru Horovei
- Eduard Șotrocan
- Florin Cramer
- Nelu Popliacă
- Marius Bârnoveanu
- Marius Humelnicu
- Sorin Chirciu
- Alexandru Bourceanu
- Silviu Ilie
- Bogdan Anghelinei
- Fane Hărăianu
- Adrian Teodorescu
- Aurelian Podoabă
- Valentin Buruiană
- Auraș Brașoveanu
- Viorel Anghelinei
- Gelu Popescu
- Mihăiță Hanghiuc
- Surian Borali
- Constantin Lala
- Iorgos Pantazis
- Eugen Nan
- Dan Coe
- Ion Vasile
- Ion Nicu
- Ion Stoica
- Ion Ionică
- Ion Constantinescu
- Gheorghe Constantin
- Vasile Gherghe
- Constantin Ploieșteanu
- Ene Aret
- Ion Oblemenco
- Petre Deselnicu
- Sorin Balaban
- Ovidiu Rusu
- Mircea Marian
- Silviu Iorgulescu
- Ion Șerbănoiu
- Mircea State
- Dumitru Dumitriu
- Tudorel Stoica
- Costel Orac
- Leonida Nedelcu
- Ilie Hagioglu
- Tudorel Chivu
- Mihai Bejenaru
- Ion Diaconescu
- Nicolae Burcea
- Ion Profir
- Dan Asandei
- David Asandei
- Mihail Majearu
- Gheorghe Stamate
- Claudiu Vaișcovici
- Lucian Măstăcan
- Ion Rotaru
- Dan Loghin
- Dan Radu
- Irimia Popescu
- Ion Basalâc
- Tudorel Stanciu
- Iulian Smadu
- Cătălin Savu
- Culiță Neagu
- Nicolae Soare
- Sorin Burloiu
- Eugen Ralea
- Mihai Ciobanu
- Dănuț Lupu
- Carmen Stan
- Marius Stan
- Marius Cosoreanu
- Manuel Amarandei
- Ionuț Andrei
- Dănuț Oprea
- Valentin Ștefan
- Gheorghe Ichim
- Georgel Ichim
- Daniel Baston
- Cătălin Mirea
- Claudiu Muha
- Paul Bogdan
- Adrian Silian
- Adrian Ariton
- Emanuel Higlău
- Denis Van Caval
- Marian Ghinea
- Marcel Atănăsoae
- Adrian Negraru
- Radu Ferenți
- Ladislau Pal
- Lucian Andrieș
- Dragoș Șoptelea
- Florin Ungurianu
- Haralambie Antohi
- Adrian State
- Adrian Oprea
- Adrian Bontea
- Ionel Budacă
- Ionel Chebac
- Gabriel Chebac
- Damian Băncilă
- Iulian Dăniță
- Alexandru Iliuciuc
- George Bedreagă
- Florin Cujbă
- Iulian Arhire
- Sorin Ghionea
- Iulian Apostol

## Entrenadores destacados
- Gheorghe Constantin
- Constantin Teașcă
- Constantin Ardeleanu
- Mircea Nedelcu
- Dumitru Oprea
- Aurel Drăgan
- Haralambie Antohi
- Guță Tănase
- Ștefan Coidum
- Leonida Nedelcu
- Gheorghe Nuțescu
- Viorel Talmaciu
- Nicolae Burcea
- Ion Constantinescu
- Viorel Turcu
- Dumitru Roșu
- Gheorghe Cucu

## Presidentes destacados
- Ilie Hagioglu
- Ion Morohai
- Auraș Brașoveanu